# Крова
Кро̀ва (на италиански и на пиемонтски: Crova) е село и община в Северна Италия, провинция Верчели, регион Пиемонт. Разположено е на 167 m надморска височина. Населението на общината е 418 души (към 2013 г.).